# Tomaticán

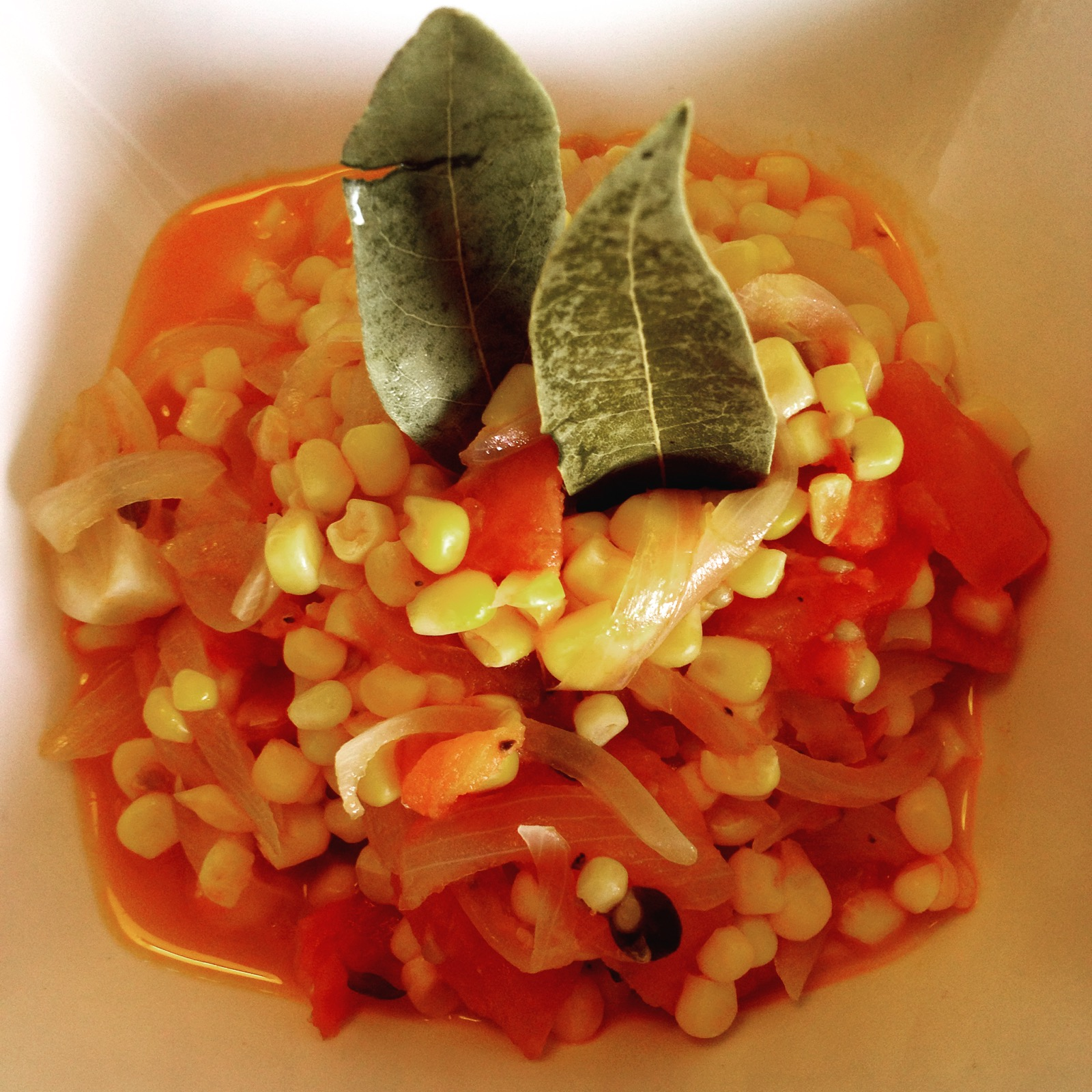
Plato de tomaticán.

El tomaticán es un guiso originado durante la época colonial, en la Capitanía General de Chile (que abarcaba parte del territorio actual de Chile y de la región de Cuyo de la actual Argentina), como producto de la fusión de la gastronomía de los indígenas huarpe y mapuche, y la gastronomía española.
En la actualidad se consume principalmente en Chile y en la región de Cuyo, Argentina. Consiste en un guiso con carne (de vacuno o cerdo) cortada en tiras, tomate, choclo, papas y cebolla.
Se trata de uno de los más destacados representantes de la gastronomía criolla de Chile y de Cuyo, especialmente de las provincias argentinas de San Juan y Mendoza. Algunos críticos gastronómicos han advertido alguna influencia de la gastronomía francesa en la variedad de colores del plato, la cual se habría introducido avanzado el siglo XIX.

## Origen
Los orígenes del tomaticán se remontan a mediados del siglo XVI, cuando los conquistadores comandados por Pedro de Valdivia llegaron a territorio chileno provistos de diversos tipos de alimentos principalmente carnes y trigo. Estos alimentos se mezclaron con los ya existentes en el territorio dando paso a la comida típica criolla de Chile y la región cuyana de Argentina.
Según los historiadores las comidas de aquel entonces eran muy nutritivas. El primer plato en servirse se llamaba el de “residencia”, que se basaba en carnes de ave, vacuno o cerdos. El segundo y el de fondo sería el llamado “el guiso abundante” donde comienza a tomar forma el guiso típico cuyano-chileno, el tomaticán.